# Lethe gulnihal
Lethe gulnihal is een vlinder uit de onderfamilie Satyrinae van de familie Nymphalidae. De wetenschappelijke naam van de soort is voor het eerst geldig gepubliceerd in 1887 door Lionel de Nicéville.